# Линдеман, Карл Эдуардович
Карл Эдуа́рдович Ли́ндеман (26 октября [7 ноября] 1844, Нижний Новгород, Российская империя — 1 февраля 1929, Орлово, Мелитопольский округ, Украинская ССР, СССР) — доктор зоологии и сравнительной анатомии (1886), энтомолог, общественный и политический деятель. Отец патолога В. К. Линдемана.

## Биография
Родился 26 октября (7 ноября) 1843 (или 1844) года в Нижнем Новгороде. Его дед по линии матери — барон фон Фрей был лейб-медиком императора Павла I. В 1830-х годах отец Карла Эдуардовича, Gustav Magnus Eduard Lindemann, переехал из Дерпта в Нижний Новгород, где организовал частную медицинскую практику.
После окончания Нижегородской гимназии, в 1859 году Карл Линдеман поступил на медицинский факультет Казанского университета. Потом в 1860 году перевёлся в Московский университет, где учился у профессора П. П. Эйнбродта и где окончил курс.
В 1865 году, получив рекомендацию академика Петербургской академии наук Карла Эрнста фон Бэра, он сдал экзамен на степень кандидата естественных наук в Дерптском университете. В конце 1865 года Линдеман получил должность ассистента по кафедре зоологии в московской Петровской сельскохозяйственной академии, а в 1870 году, после получения звания магистра за сочинение «О географическом распространении жуков в Российской империи» — должность экстраординарного, а в 1886 году, защитив в Московском университете докторскую диссертацию «Монография короедов России» — должность ординарного профессора общей зоологии.
Во время своей работы в Петровской академии он по поручению властей совершил целый ряд поездок на Юг России, в Западную Сибирь, Северный Кавказ. Целью поездок было изучение сельского хозяйства и сельскохозяйственных вредителей. Во время этих поездок Линдеман ознакомился с экономическими проблемами немецких колонистов и впоследствии посвятил защите их интересов свою политическую и общественную деятельность.

## Политическая деятельность
После Революции 1905—1907 годов он стал одним из организаторов «Союза 17 октября», был сопредседателем московского ЦК, членом Главного правления партии.
С началом Первой мировой войны опубликовал ряд статей, в которых он описал лояльное отношение к России и политическую благонадёжность немецких колонистов. Аналогичные статьи он также позднее опубликовал в либеральных российских изданиях. В 1915—1916 годах выступил с критикой т. н. «ликвидационных законов», предусматривавших экспроприацию земель у немецких колонистов.
После Февральской революции 1917 года Линдеман сыграл ведущую роль в организации немцев России в самостоятельную общественно-политическую силу. Именно Линдеман был инициатором созыва и руководителем работы Первого конгресса российских немцев в Москве, который прошел 20-22 апреля 1917 года. Позднее он выступал одним из представителей российских немцев при Временном правительстве. По его инициативе был также созван Второй Московский конгресс российских немцев, прошедший 10-12 августа 1917 года.
В 1918 году Линдеман переехал в Киев. В 1919—1921 годах совершил поездки по районам, где размещались поселения немцев на Украине и в Крыму. В 1921—1927 годах преподавал в Симферопольском университете; с 1924 года — профессор энтомологии.
Последние годы своей жизни Линдеман провёл в меннонитской колонии. Умер 1 февраля 1929 года.

## Научная деятельность
Сфера научных интересов: сельскохозяйственные вредители и анатомия позвоночных.
В 1865 году он открыл саркоспоридию, названного позднее в его честь — Sarcocystis lindemanni (Lindemann, 1868).
В честь Линдеманна назван жук жужелица Линдеманна (Carabus lindemanni — Ballion, 1878).